# Tang, Baoding
Tang, även romaniserat Tanghsien, är ett härad som lyder under Baoding i Hebei-provinsen i norra Kina.